# 北希腊国家剧院

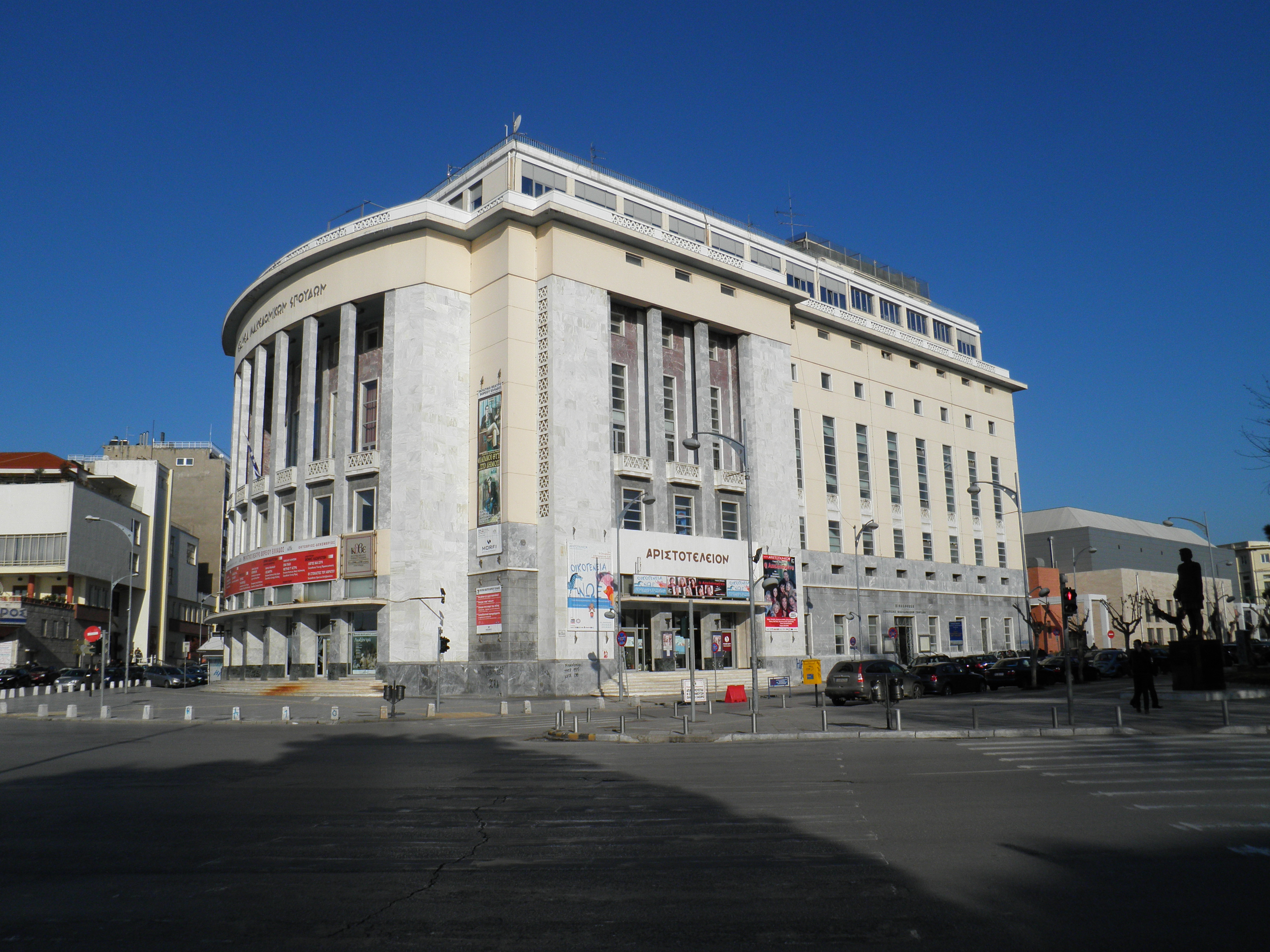

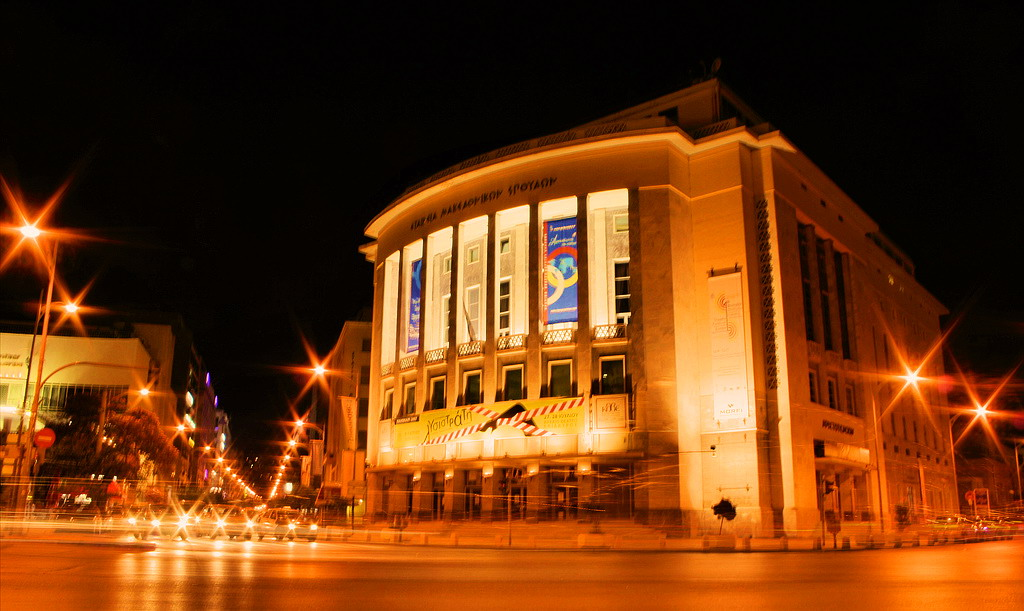

北希腊国家剧院（National Theatre of Northern Greece）位于塞萨洛尼基，由第一任导演Sokratis Karantinos成立于1961年。戏剧学校和舞蹈剧院也是国家大剧院的组成部分。
北希腊国家剧院目前的体制框架建立于1994年，由艺术总监和七名导演委员会成员管理剧院，并接受文化和旅游部补贴。北希腊国家剧院有四个室内剧场和两个露天剧场，是希腊和欧洲最大的剧院组织之一。
自1996年5月，北希腊国家剧院成为欧洲剧院联盟的成员。1997年10月，欧洲剧院联盟的第6次艺术节在塞萨洛尼基举行，是该市乃至希腊的一项文化盛事。北希腊国家剧院也是国际戏剧学会和希腊剧院中心的一员。